# Volker Trugenberger
Volker Trugenberger (* 13. November 1954 in Leonberg) ist ein deutscher Archivar und Historiker.

## Leben und Wirken
Volker Trugenberger studierte Geschichte, Germanistik und Lateinische Philologie an der Eberhard Karls Universität Tübingen und legte hier 1979 das erste Staatsexamen für den höheren Schuldienst ab. Seine Promotion bei Hansmartin Decker-Hauff mit einer Dissertation zur Sozialgeschichte der Stadt Leonberg erfolgte 1984. Bereits 1981 war er als Archivreferendar am Hauptstaatsarchiv Stuttgart in die Ausbildung für den höheren Archivdienst eingetreten und legte 1983 die Fachprüfung hierfür an der Archivschule Marburg ab. Anschließend arbeitete er zunächst zwei Jahre als wissenschaftlicher Archivar am Staatsarchiv Ludwigsburg und wechselte dann an das Hauptstaatsarchiv Stuttgart, wo er u. a. für die Einführung der EDV in der Archivverwaltung zuständig war. Ab 1993 arbeitete er wiederum am Staatsarchiv Ludwigsburg und wurde dort stellvertretender Archivleiter. Im Jahre 1995 wurde Trugenberger die Leitung des Staatsarchivs Sigmaringen übertragen. Nach fünfundzwanzigjähriger Dienstzeit ging er 2020 in den Ruhestand.
In seinen zahlreichen Veröffentlichungen beschäftigt sich Trugenberger zum einen mit der Geschichte der Stadt Leonberg, zum anderen mit Themen aus der Geschichte Hohenzollerns.

## Veröffentlichungen (Auswahl)
- Zwischen Schloss und Vorstadt. Sozialgeschichte der Stadt Leonberg im 16. Jahrhundert. Melchior, Vaihingen/Enz 1984, ISBN 3-924275-03-3 (= Dissertation Universität Tübingen).
- Quellen zur bevölkerungsstatistischen Regionalstruktur des schwäbisch-fränkischen Raumes im späten Mittelalter und der frühen Neuzeit (bis 1648). In: Kurt Andermann (Hrsg.): Bevölkerungstatistik an der Wende vom Mittelalter zur Neuzeit. Quellen und methodische Probleme im überregionalen Vergleich (= Oberrheinische Studien, Bd. 8). Thorbecke, Sigmaringen 1990, S. 27–46, ISBN 3-7995-7808-0.
- Malmsheim und Renningen im Zeitalter der Glaubensspaltung. In: Ingo Stork (Bearb.): Renningen und Malmsheim. Eine Stadt und ihre Geschichte. Wegra-Verl.-Ges. Stuttgart 1991, S. 115–152, ISBN 3-921546-29-X.
- Der Leonberger Raum an der Wende vom Mittelalter zur Neuzeit. In: Wilfried Setzler u. a.: Leonberg. Eine altwürttembergische Stadt und ihre Gemeinden im Wandel der Geschichte. WEGRAhistorik-Verl., Stuttgart 1992, S. 83–120, ISBN 3-929315-00-9.
- Kaplaneipfründen in der Stadt Vaihingen. Zur Datumsfälschung einer Pfründstiftungsurkunde. In: Zeitschrift für württembergische Landesgeschichte, Bd. 52 (1993), S. 35–65.
- Württemberg und die Ferne. In: Wolfgang Schmierer (Hrsg.): Aus südwestdeutscher Geschichte. Festschrift für Hans-Martin Maurer. Kohlhammer, Stuttgart 1994, S. 238–263, ISBN 3-17-013158-3.
- „Ob den portten drey hirschhorn in gelbem veld“. Die württembergische Amtsstadt im 15. und 16. Jahrhundert. In: Jürgen Treffeisen/ Kurt Andermann (Hrsg.): Landesherrliche Städte in Südwestdeutschland (= Oberrheinische Studien, Bd. 12). Thorbecke, Sigmaringen 1994, S. 131–156, ISBN
- Leonberger Mannrechtsbriefe. In: Südwestdeutsche Blätter für Familien- und Wappenkunde, Bd. 21 (1995), S. 261–284.
- (mit Anneliese Seeliger-Zeiss): „ein seliges und fröhliche ufferstehung“. Die Leonberger Grabmäler des Bildhauers Jeremias Schwartz in ihrer sozial- und kunstgeschichtlichen Bedeutung (= Beiträge zur Stadtgeschichte / Leonberg, Bd. 5). Stadtarchiv Leonberg 1998, ISBN 3-9803587-9-8.
- Eine Münchingerin unter Hexereiverdacht. In: Zur Geschichte von Korntal und Münchingen, Bd. 3 (1998), S. 65–100.
- Wappen auf der zimmerischen Burg Wildenstein als Zeugnisse adligen Familienbewußtseins im 16. Jahrhundert. In: Zeitschrift für die Geschichte des Oberrheins, N.F., Bd. 108 (1999), S. 339–362.
- „Die Magd bey dem Knecht angetroffen“. Gesinde im Strohgäu in der frühen Neuzeit. In: Ludwigsburger Geschichtsblätter,  Bd. 53 (1999), S. 37–73.
- Der beptischen Religion mehr dan dem evangelium anhengig. Die Reformation im Wurmnest Leonberg. In: Blätter für württembergischen Kirchengeschichte, Bd. 99 (1999), S. 22–46.
- Württemberg in Hohenzollern – zur Territorialpolitik der Grafen von Württemberg an der oberen Donau im Spätmittelalter. In: Zeitschrift für hohenzollerische Geschichte, Bd. 36 (2000), S. 43–72.
- (mit Franz-Josef Ziwes): Quellen zu NS-Zwangsarbeitern im Staatsarchiv Sigmaringen. In: Klaus Barwig (Hrsg.): Zwangsarbeit in der Kirche. Entschädigung, Versöhnung und historische Aufarbeitung (= Hohenheimer Protokolle, Bd. 56). Akad. der Diözese Rottenburg-Stuttgart 2001, S. 197–222, ISBN 3-926297-83-2.
- Die Burg Hohenzollern. „Ein wichtiges geschichtliches und deutsch-nationales Denkmal“. In: Vom Fels zum Meer. Preußen und Südwestdeutschland (= Stuttgarter Symposium, Bd. 10). Silberburg-Verlag, Tübingen 2002, S. 105–132, ISBN 3-87407-534-6.
- Wichtige Schriften … wie Mist vermenget. Die Archive der hohenzollerischen Fürstentümer im 18. und 19. Jahrhundert. In: Volker Rödel (Hrsg.): Umbruch und Aufbruch – das Archivwesen nach 1800 in Südwestdeutschland und im Rheinland. Kohlhammer, Stuttgart 2005, S. 175–198, ISBN 3-17-018762-7.
- Der Erwerb der Herrschaft Schalksburg 1403 und die württembergische Territorialpolitik. In: Andreas Zekorn (Hrsg.): Die Herrschaft Schalksburg zwischen Zollern und Württemberg. Bibliotheca-Academica-Verl., Epfendorf 2005, S. 105–138, ISBN 978-3-928471-56-5.
- (Hrsg.): „Auch das rein Geschichtliche muss für den Staat von Bedeutung sein“. Historische Schätze aus dem Staatsarchiv Sigmaringen. Kohlhammer, Stuttgart 2015, ISBN 3-17-029436-9.
- (Hrsg. u. Bearb.): Hohenzollern – Burg, Adelshaus, Land. Kohlhammer, Stuttgart 2017, ISBN 3-17-033567-7.
- Der Baumeister Aberlin Jörg, sein Besitz in Schwieberdingen und die Stuttgarter Ehrbarkeit. In: Südwestdeutsche Blätter für Familien- und Wappenkunde, Bd. 38 (2020), S. 47–66.
- … ohne Schwierigkeiten möglich. Die Eingliederung des Kirchenkreises der Hohenzollernschen Lande in die Evangelische Landeskirche in Württemberg. In: Jürgen Kampmann u. a. (Hrsg.): Evangelisches Leben in Hohenzollern und im benachbarten Württemberg. Kohlhammer, Stuttgart 2020, S. 173–216, ISBN 978-3-17-039997-6.
- alle tag zwaimal zu kirchen. Formen spätmittelalterlicher Frömmigkeit bei schwäbischen Hochadelsfamilien. In: Sigrid Hirbodian u. a. (Hrsg.): Zwischen Mittelalter und Reformation. Religiöses Leben in Oberschwaben um 1500. Kohlhammer, Stuttgart 2021, S. 311–339, ISBN 978-3-17-039342-4.